# Ravsted Sogn
Ravsted Sogn er et sogn i Aabenraa Provsti (Haderslev Stift).
Ravsted Sogn hørte til Slogs Herred i Tønder Amt. Ravsted sognekommune blev ved kommunalreformen i 1970 indlemmet i Tinglev Kommune, der ved strukturreformen i 2007 indgik i Aabenraa Kommune.
I Ravsted Sogn ligger Ravsted Kirke.
I sognet findes følgende autoriserede stednavne:
- Fogderup (bebyggelse, ejerlav)
- Havsted (bebyggelse, ejerlav)
- Havsted Mark (bebyggelse)
- Hessel (bebyggelse, ejerlav)
- Hornse (bebyggelse, ejerlav)
- Hvidhøjgård (landbrugsejendom)
- Hynding (bebyggelse, ejerlav)
- Hyndingdam (bebyggelse)
- Hyndingholm (bebyggelse)
- Høgsholt (bebyggelse)
- Julianeborg (bebyggelse)
- Korup (bebyggelse, ejerlav)
- Korup Mark (bebyggelse)
- Lille Knivsig (bebyggelse)
- Ravsted (bebyggelse, ejerlav)
- Ravsted Mark (bebyggelse)
- Store Knivsig (bebyggelse)
- Stormsgårde (bebyggelse)

## Afstemningsresultat
Folkeafstemningen ved Genforeningen i 1920 gav i Ravsted Sogn 354 stemmer for Danmark, 236 for Tyskland. Af vælgerne var 44 tilrejst fra Danmark, 63 fra Tyskland. 